# Свято-Троицкий монастырь (Немиров)
Свято-Троицкий монастырь — ставропигиальный женский монастырь Украинской православной церкви. Расположен в городе Немиров Немировского района Винницкой области. До 1996 года именовался Свято-Николаевским.

## История
В 1645 году в Немирове был основан женский монастырь, но уже в 1692 году этот монастырь был разрушен татарами. В документах 1722 и 1724 годов упоминается монастырь, дата основания и упразднения которого неизвестны. Во второй половине XVIII века графом Винцентом Потоцким в Немирове был основан православный мужской монастырь, в 1783 году превращённый в женский. В 1797 году граф даровал обители земельные угодья. В 1798 году, по ходатайству епископа Брацлавского и Подольского Иоанникия, монастырь был возведён во второй класс.
В 1809 году был построен Успенский храм. В 1845 году пожар уничтожил большую часть обители, удалось сохранить только дом настоятельницы и Успенский храм. В том же году на месте сгоревшей деревянной Николаевской церкви был построен каменный храм. В 1846 году монастырь стал общежительным. С 1851 по 1858 год проводились ремонтные работы в Успенском храме, к нему были пристроены притворы, в алтаре постелен пол из чугунных плит. В 1872 году была построена большая трёхъярусная колокольня. С 1876 по 1881 год строилась Свято-Троицкая церковь. В 1888—1889 годах была построена ещё одна колокольня в честь спасения царской семьи во время крушения императорского поезда.
В 1922 году большевистская власть конфисковала у монастыря все церковные ценности и колокола, были национализированы 300 десятин земли. В 1929 году монастырь был закрыт советской властью, оставшиеся монахини перешли в Браиловский монастырь. В 1930 году храмы и несколько помещений заняла Немировская машино-тракторная станция (МТС), а остальные помещения отданы детскому дому.
Осень. 1941 года детский дом был эвакуирован. Монахини вернулись в монастырь и начали его возрождения. После освобождения Немирова от нацистских захватчиков детский дом снова занял монастырские помещения, а также здесь была открыта школа для глухонемых и училище агрономов. Монахини продолжали жить в монастыре до мая 1951 года, когда снова были выселены в Браиловский монастырь. Храмы не использовались. 20 марта 1958 года Исполнительный комитет Немировского районного совета депутатов трудящихся принял решение разобрать зимнюю Свято-Успенскую церковь как аварийную.
19 августа 1992 года, в праздник Преображения в Свято-Троицком храме была отслужена первая за долгие годы литургия. 7 марта 1996 года Священный Синод Украинской православной церкви принял решение о возрождении Немировского монастыря, который был переименован в Свято-Троицкий по названию единственного сохранившегося храма. Настоятельницей 3 апреля 1996 года была назначена инокиня Херувима (Грицишина). Под её руководством было проведено восстановление монастыря.
9 февраля 2006 года монастырь получил статус ставропигиального.
20 июля 2012 года был открыт скит в городе Ладыжин.